# Río Douglas
El río Douglas es un cauce natural de agua que fluye en la parte occidental de la Isla Navarino de la Región de Magallanes y la Antártica Chilena. Tras su nacimiento corre de norte a sur para girar hacia el oeste y desembocar en la bahía Douglas del canal Murray.

## Trayecto

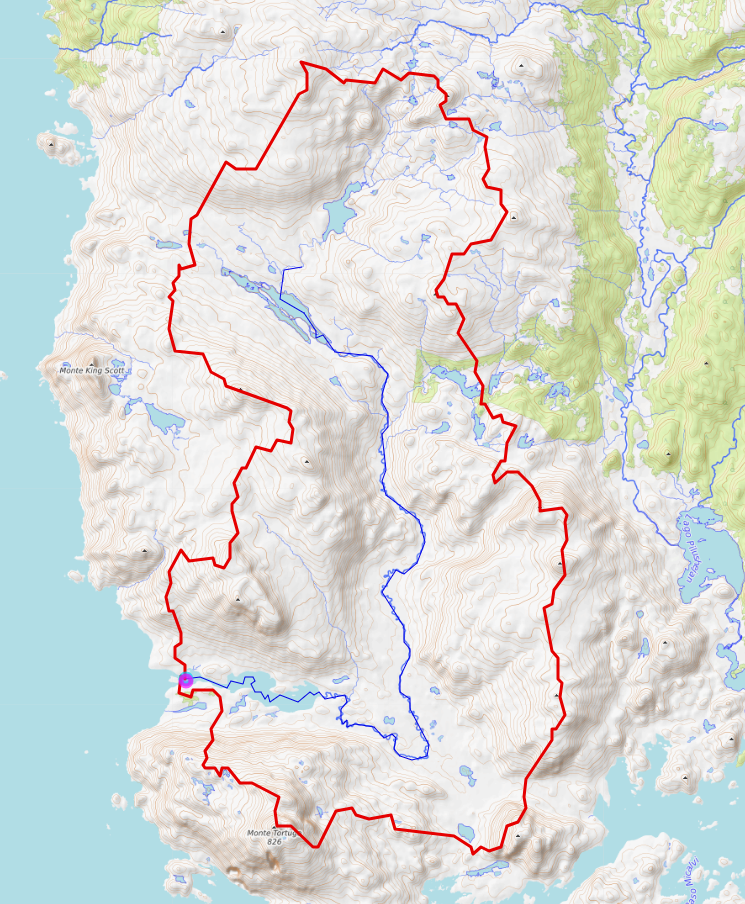
Cuenca del río Douglas en la parte poniente de la isla Navarino

## Historia
Al sur de su estuario se instaló a comienzos del siglo XX una misión inglesa evangelizadora que constaba de los principales edificios que habían estado en la bahía Tekenika: la capilla, la casa parroquial (Casa Stirling). el almacén y un cobertizo para los animales, además de diez cabañas para familias yámana. En y en torno a la misión se agruparon hasta 80 indígenas. : 131  La misión permaneció hasta 1916, posteriormente sus instalaciones pasaron a ser ocupadas por una empresa ovejera.: 134 
Luis Risopatrón describe la bahía Douglas en su Diccionario Jeográfico de Chile de 1924:: 305 
Douglas (Bahía) 55° 10’ 68° 07’. Abierta al W, con buen tenedero, se abre en la costa E del canal Bossi, en la parte SW de la isla Navarino; un rio desciende a ella, por una quebrada cubierta de bosque, en la qué se estableció Francisco Duprat, con una estancia de ovejas en 1902 i posteriormente la misión inglesa que se había fundado antes en Tekenica, en busca de mejor clima, mejor terreno i mas abundancia de leña. En 2 años de observaciones se ha anotado 22 i —12,5° C para las temperaturas máxima i mínima i como promedios anuales, 5,1° C para la temperatura, 7,6° C para la oscilación diaria, 78% para la humedad relativa, 6,6 para la nebulosidad (0-10) i 1 071,1 mm para el agua caida. 1, X, p. 428; XIV, p. 502 i reproducción de la carta de la «Romanche» (1883); XXII, p. 367; XXV, p. 51; i XXIX, p. 36 i 48; 35, II; p. 363 (Fitz-Roy, 1830); 45, i, carta del comandante Martial; 102, p. 2; i 156.

## Población, economía y ecología
Se estima que las precipitaciones anuales en el estuario llegan a 1000 mm anuales.